# Bodenkundliche Kartieranleitung
Die Bodenkundliche Kartieranleitung ist die in Deutschland gültige wesentliche Grundlage zur Beschreibung von Böden.
Sie enthält neben der Anleitung zur Durchführung der Bodenkartierung die Definition aller wesentlichen Merkmale zur Bodenbeschreibung und -klassifizierung (Bodentyp, Bodenart, Grundwasser, Staunässe,  Ausgangsgestein der Bodenbildung, Humusform) sowie umfangreiche Kennwerttabellen als Auswertungsgrundlagen zum Wasser- und Lufthaushalt des Bodens und zur Standortbewertung.
Sie wird von der Bundesanstalt für Geowissenschaften und Rohstoffe in Zusammenarbeit mit den Staatlichen Geologischen Diensten der Bundesrepublik Deutschland herausgegeben.
Sie besitzt verbindlichen Charakter im Verwaltungsgeschehen, insbesondere im Bereich Bodenschutz (siehe auch Bundes-Bodenschutzgesetz). Sie wird nicht in allen Bundesländern in der aktuellen Auflage genutzt. Die Bodenkundliche Kartieranleitung erschien erstmals 1965 als Die Bodenkarte 1 : 25 000. Anleitung und Richtlinien zu ihrer Herstellung. Seit 2024 liegt die 6. Auflage der Bodenkundlichen Kartieranleitung (KA6) vor, die federführend durch die Arbeitsgruppe Boden der Staatlichen Geologischen Dienste der Bundesrepublik Deutschland erarbeitet wurde.